# Ostrov Heleny Vondráčkové
Ostrov Heleny Vondráčkové je první studiové album zpěvačky Heleny Vondráčkové, nahrané roku 1970 v Studiu Dejvice.

## Seznam skladeb
Strana A:
1. „Můžeš zůstat, můžeš jít“ („Moulins de mon coeur“) (Michel Legrand / Zdeněk Borovec) 04:05
2. „Pochval strom za listí zelený“ („Little Green Apples“) (Bobby Russell / Zdeněk Borovec) 03:55
3. „Laléňa“ („Lelaina“) (Donovan Phillips Leitch / Zdeněk Rytíř) 03:39
4. „Provazochodci“ (Ota Petřina / Zdeněk Rytíř) 05:54
5. „A kapky kapou“ (Zdeněk Marat / Zdeněk Borovec) 03:02

Strana B:
1. „Klášterní zvon“ (Jindřich Brabec / Zdeněk Rytíř) 04:29
2. „Jsem Bůh i ďábel“ („Without Her“) (Harry Nilsson / Zdeněk Borovec) 02:58
3. „Pojď jen blíž“ (Jindřich Brabec / Zdeněk Borovec) 02:49
4. „Raděj snad pláč mi dej“ (Canto Triste) (Edu Lobo / Zdeněk Borovec) 04:15
5. „Ostrovy pokladů“ (Bohuslav Ondráček / Zdeněk Rytíř) 05:19

## Hudební aranžmá
- Hudební režie: Vladimír Popelka
- Zvuková režie: František Řebíček
- Dirigent: Josef Vobruba
- Hudební těleso: Orchestr Golden Kids (strana A: 1-5; strana B: 6,8,9,10), Smyčcové kvarteto (strana A: 3), Taneční orchestr Čs. rozhlasu (strana B: 2), Sbor Lubomíra Pánka (strana B: 3,5)
- Vokály: Marta Kubišová (strana B: 3,5)
- Bicí nástroje: Petr Hejduk (strana A: 4)
- Kytara: Ota Petřina (strana A: 4)
- Klavír: Milan Dvořák (strana A: 4)
- Baskytara: Zdeněk Rytíř (strana A: 4)